# Brättnetjärnet
Brättnetjärnet är en sjö i Arvika kommun i Värmland och ingår i Göta älvs huvudavrinningsområde. Sjön har en area på 0,0603 kvadratkilometer och ligger 71,2 meter över havet. Sjön avvattnas av vattendraget Vaggeälven (Kivilampälven).

## Delavrinningsområde
Brättnetjärnet ingår i det delavrinningsområde (662680-131498) som SMHI kallar för Vid mätstation Vagge. Medelhöjden är 112 meter över havet och ytan är 11,4 kvadratkilometer. Räknas de 55 avrinningsområdena uppströms in blir den ackumulerade arean 986,58 kvadratkilometer. Vaggeälven (Kivilampälven) som avvattnar avrinningsområdet har biflödesordning 3, vilket innebär att vattnet flödar genom totalt 3 vattendrag innan det når havet efter 279 kilometer. Avrinningsområdet består mestadels av skog (73 procent) och jordbruk (10 procent). Avrinningsområdet har 0,23 kvadratkilometer vattenytor vilket ger det en sjöprocent på 2 procent.